# ادوین سی. بورلی

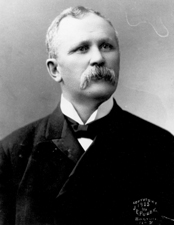
ادوین سی. بورلی، سناتور آمریکایی

ادوین سی. بورلی (به انگلیسی: Edwin C. Burleigh) سناتور سابق عضو حزب جمهوری‌خواه ایالات متحده آمریکا بود. او در سال ۱۹۱۳ تا ۱۹۱۶ میلادی سناتور ایالت مین در سنای ایالات متحده آمریکا بود.